# 杰克·R·霍纳
杰克·R·霍纳（英語：John Robert Horner，1946年6月15日—）是一位美国古生物学家，查普曼大學教授，知名于发现和命名了慈母龍屬（Maiasaura），曾获1986年麦克阿瑟奖。除了他的古生物发现，霍纳还担任了前五部《侏罗纪公园》电影的技术顾问。